# Rosa Corder
Rosa Frances Corder (18 de mayo de 1853 - 28 de noviembre de 1893) fue una artista victoriana y modelo de artistas. También fue la amante de Charles Augustus Howell.

## Trayectoria

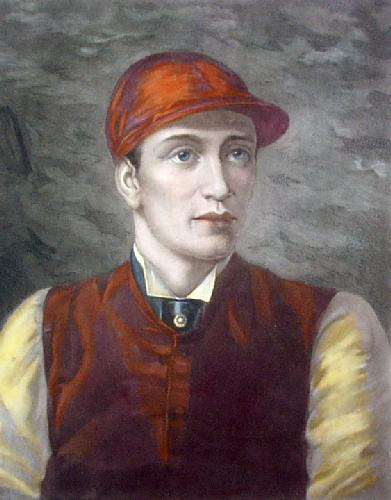
Rosa Corder, Fred Archer (1857 –1886), Restrike etching - made before artist's death in 1893

Corder era hija de Micah Corder (1808-1888), un comerciante de Londres, y de Charlotte Hill. Se formó como retratista con Felix Moscheles y Frederick Sandys y expuso en la Royal Academy of Arts y en Grosvenor Gallery. Su retrato de Edward Bouverie Pusey fue considerado "el mejor parecido" del erudito por los editores de sus obras completas y fue el grabado del frontispicio de su biografía.
Tenía un estudio en Southampton Row y otro en Newmarket, donde pintaba caballos de carreras, dándose a conocer en el mundo deportivo. Hacia retratos de los jinetes, entre estos estaba Frederick Archer.
Corder se convirtió en amante de Charles Augustus Howell en 1873. Se cree que Howell la persuadió para que creara dibujos al estilo de Dante Gabriel Rossetti, que Howell podría hacer pasar por originales. También se dice que Corder falsificó Fuselis. Se le atribuyen dibujos derivados de los diseños de vidrieras de Rossetti que representan la historia de San Jorge y el Dragón.
En 1883, Corder dio a luz a una niña de Howell; su hija fue bautizada como Beatrice Ellen Howell.

## Como modelo
Corder fue pintada por Whistler en su cuadro Arreglo en negro y marrón, en la Colección Frick . El retrato fue encargado por Howell. Su relación con Howell fue caricaturizada por Max Beerbohm en Rossetti and his Circle (1922).